# Hilaire Bertellin

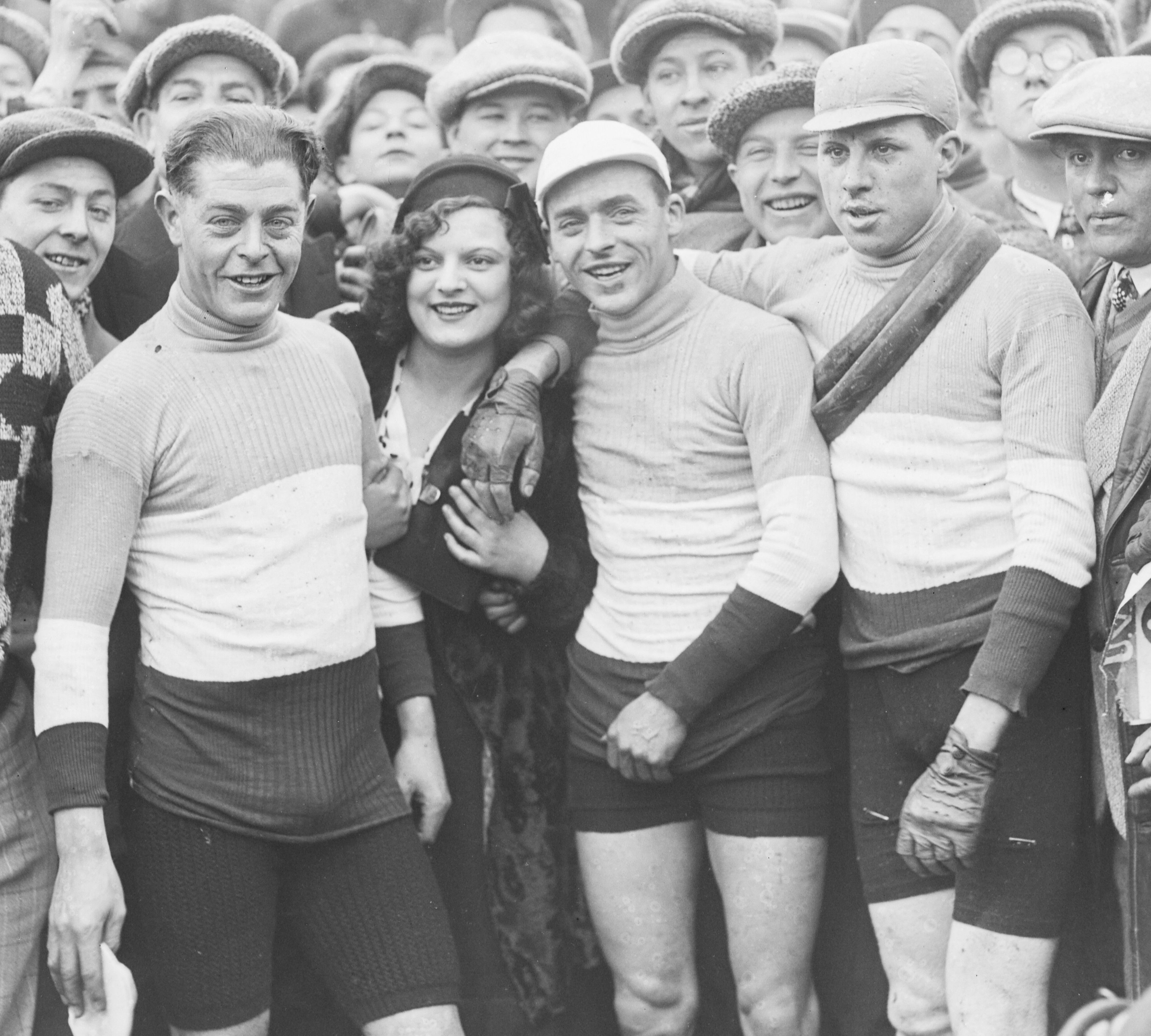
Critérium international de cross cyclo-pédestre 1932, de g. à d, Hilaire Bertellin, Aubert Winsingues, Henri Deconinck

Hilaire Albert Bertellin, parfois orthographié Berthelin, né le 14 janvier 1909 à Saint-Denis et mort le 15 juin 1986 à Saint-Denis, est un coureur cycliste français, spécialiste du cyclo-cross.

## Biographie
Membre du Club vélocipédique dionysien, il commence la compétition en 1924. En 1929, il passe un temps au Vélo Club de Levallois, puis revient au CVD. Spécialiste du cyclo-cross, il court des américaines et des matchs omnium, notamment avec Henri Bergerioux. Il passe professionnel en octobre 1930. Il s'essaye aussi au demi-fond,, et participe même aux éliminatoires  du championnat de France de demi-fond en 1932 et 1933. Il est entrainé dans des courses de demi-fond par la moto conduite par Henri Pelissier,
Le dimanche 23 juin 1935, il teste sur la piste de Saint-Denis, le "Derny".

## Palmarès
- 1928
  - Prix Williams[13]
  - Challenge de côte de l'U.V.F.[14],[15]
  - Challenge d'honneur (juniors)[15]

- 1929
  - Champion de Paris de cyclo-cross
  - Prix Delavigne[16],[17]
  - Prix Sentu[18],[19]
  - Prix Pasbecq[20],[21]
  - 2e de Paris-Dreux

- 1930
  - Critérium international de cross cyclo-pédestre[22],[23],[24]
  -  Champion de France des sociétés sur route[note 1],[24]
  -  Champion de France des sociétés de cross cyclo-pédestre[note 2],[25],[26]
  - Challenge de côte de l'U.V.F.[27]

- 1931
  - Prix Pasbecq[28],[29]
  - 2e à Circuit des Monts du Roannais
- 1932
  - Prix Pasbecq[30]
  - Champion de Paris de cyclo-cross[31],[32],[33]
  - 2e du Critérium international de cross cyclo-pédestre[34]

- 1933
  - Prix Pierre-André[35]
  - Prix Pasbecq[36]

- 1934
  - Prix Pasbecq[37]
  - Prix Pierre-André[38]

- 1935
  - Prix Pasbecq[39]
  - Prix Pierre-André[40]

- 1936
  - Champion de Paris de cyclo-cross[41]

- 1939
  - 5e du Critérium international de cross cyclo-pédestre[42]

- 1947
  - Prix de La Perle[43]
  - 2e du Prix Pasbecq[44]

## Vie privée
Il se marie avec Yolande Salaün le 26 avril 1930 et divorce en juin 1945. Il se remarie avec elle à Megève le 15 septembre 1947.